# Reserva Nacional de Caça de la Cerdanya - Alt Urgell

La Reserva Nacional de Caça de la Cerdanya - Alt Urgell te 19.003 ha situades als Pirineus, a cavall de les comarques de la Baixa Cerdanya i l'Alt Urgell. La RNC limita amb Andorra i França, fet que afegeix una dosi de complexitat a la feina de gestionar les poblacions de fauna.

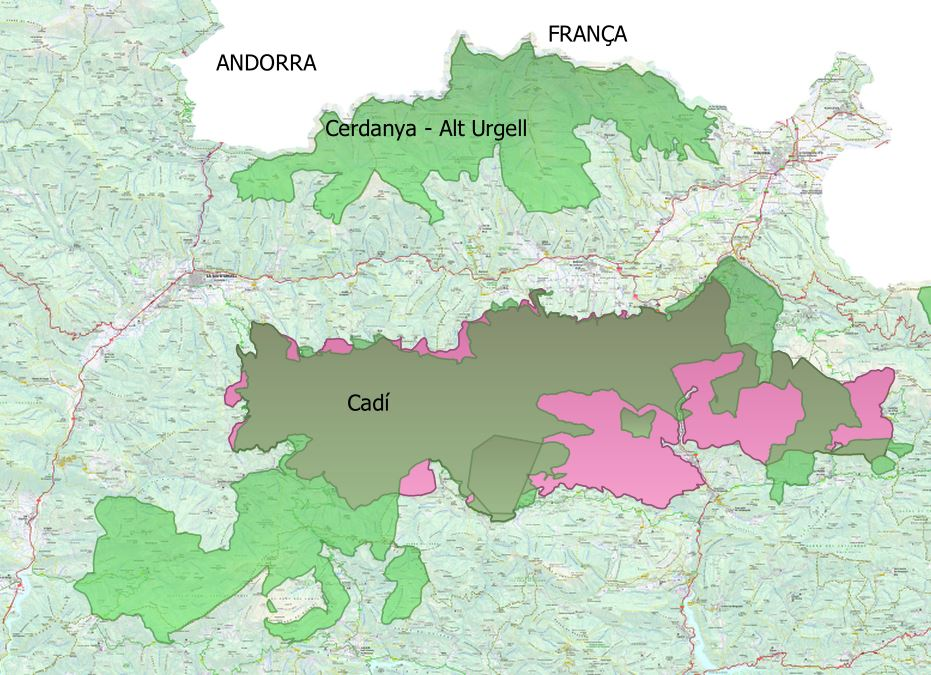
RNC del Cadí i de la Cerdanya-Alt Urgell. En rosa, els límits del PN del Cadí-Moixeró

La majoria de la seva superfície és de propietat pública dels ajuntaments de Ger, Guils de Cerdanya, Meranges, Bellver de Cerdanya, Lles, Estamariu, Valls de Valira, Pont de Bar o de la Generalitat de Catalunya (1.163 ha). 2.461 ha són de propietat particular.
Es va declarar per la Llei 37/1966, del 31 de maig de l’estat espanyol. El seu objectiu inicial era fomentar, conservar i protegir les espècies cinegètiques que hi vivien per permetre’n, posteriorment, el seu aprofitament.
Avui en dia, les RNC són gestors d'espais naturals que ofereixen, a part de l'activitat de la caça, un ventall d'oportunitats de lleure per als visitants i gestionen altres elements d'interès natural que inclouen espècies de flora i fauna protegides.

## Fauna cinegètica
Entre les espècies d’ungulats cinegètics que viuen al seu interior en destaquen l'isard i el senglar. També hi ha una població considerable de cabirol, i alguns cérvols.
L'objectiu principal de la declaració de la RNC va ser incrementar la població d'isards que, l'any 1966, estava força amenaçada. La gestió conjunta amb els tècnics dels països veïns, va facilitar que s'arribés a una població de 318 exemplars 2l 1996 i 563 l'any 2004. Posteriorment, l'arribada d'una malaltia vírica provocada per un pestivirus, va afectar greument a la població, fins al punt que l'any 2005 només es van comptar 48 isards. A partir d'aquest moment, les poblacions d'isard dels Pirineus s'han anat recuperant.
Les poblacions de cérvol i cabirol s'han anat desenvolupant a partir de la reintroducció d'aquestes espècies a França.